# ファトス・ベチライ
ファトス・ベシム・ベチライ（アルバニア語: Fatos Besim Beqiraj, 1988年5月22日 - ）は、コソボ・ペヤ出身の元サッカー選手。元モンテネグロ代表。現役時代のポジションはFW。

## 経歴
コソボ西部ペヤのKFシュチポニャでキャリアをスタートさせ、2007年7月に17歳で同市のライバルクラブであるKFベサへ移籍。コソボリーグでの活躍は多くのクラブの目を惹き、2008年1月にモンテネグロのFKブドゥチノスト・ポドゴリツァへ移籍した。
ブドゥチノストでもすぐにレギュラーポジションを獲得。2007-08シーズンの後半戦だけで15試合に出場して9得点の活躍を見せ、クラブのリーグ優勝とモンテネグロカップ準優勝に貢献した。その後の2シーズンでベチライは62試合に出場して28得点を記録。2008-09シーズンはリーグ戦18ゴールを挙げ、得点王を獲得した。
2010年8月30日、クロアチアの強豪NKディナモ・ザグレブへの移籍が発表された
。2011-12シーズンは15ゴールを挙げ、得点王を獲得した。
2016年2月18日、ベラルーシ・プレミアリーグのFCディナモ・ミンスクからロシア・プレミアリーグのFCディナモ・モスクワに移籍した。
2018年1月12日、KVメヘレンに移籍した。
2018年9月5日、マッカビ・ネタニヤFCに移籍した。
2020年7月25日、ヴィスワ・クラクフに移籍した。

### 代表
2009年3月、2010 FIFAワールドカップ・ヨーロッパ予選、対イタリア代表戦でモンテネグロ代表に初招集され、70分からラドミール・ダロヴィッチと交代出場して代表デビューを飾った。同年6月にはU-21モンテネグロ代表に招集され、6月7日のU-21欧州選手権2011予選、対U-21カザフスタン代表戦で初キャップを記録。U-21代表では5試合に出場した。2010年11月17日のアゼルバイジャンとの親善試合で代表初得点を挙げた。
コソボ代表が主要国際大会への参加を許可された際には、モンテネグロ代表を離れることも考えているという
。

## タイトル

### クラブ
ブドゥチノスト・ポドゴリツァ
- プルヴァ・ツルノゴルスカ・フドバルスカ・リーガ 2007-08

ディナモ・ザグレブ
- プルヴァHNL : 2010-11, 2011-12, 2012-13
- フルヴァツキ・ノゴメトニ・クプ : 2010-11, 2011-12

ディナモ・モスクワ
- ロシア・ナショナル・フットボールリーグ : 2016-17

### 個人
- モンテネグロリーグ 得点王 : 2008-09（18得点）
- プルヴァHNL得点王 : 2011-12（15得点）